# Stevan Stojanović
Stevan Stojanović (Belgrado, 29 ottobre 1964) è un ex calciatore jugoslavo, di ruolo portiere.

## Carriera

### Club
Cresciuto nella Stella Rossa, vi militò nella prima squadra a partire dal 1982 inizialmente come secondo portiere, poi come titolare. Negli ultimi anni di militanza nel club di Belgrado, che abbandonò nel 1991, Stojanović divenne capitano della squadra, indossando la fascia anche durante la finale di Coppa dei Campioni 1990-1991, vinta a spese dell'Olympique Marsiglia, recitando un ruolo da protagonista, parando il primo rigore della serie avversaria, che si rivelerà decisivo.
Subito dopo il conseguimento di questo trofeo, Stojanović abbandonò la Stella Rossa per trasferirsi in Belgio, nell'Anversa dove ricoprì il ruolo di portiere di riserva (pur essendo sceso in campo come titolare nella finale di Coppa delle Coppe 1992-1993, persa contro il Parma) fino al 1995.

### Nazionale
Mai convocato nella nazionale maggiore, ha però totalizzato 30 presenze nelle nazionali minori, di cui 20 nell'Under-21 e 10 nella selezione olimpica, rientrando nel 1988 nella rosa dei convocati per i Giochi della XXIV Olimpiade di Seul.

## Palmarès

### Club

#### Competizioni nazionali
- Campionato jugoslavo: 4

Stella Rossa: 1983-1984, 1987-1988, 1989-1990, 1990-1991
- Coppa di Jugoslavia: 2

Stella Rossa: 1984-1985, 1989-1990
- Coppa del Belgio: 1

Anversa: 1991-1992

#### Competizioni internazionali
- Coppa dei Campioni: 1

Stella Rossa: 1990-1991